# 伊格爾斯伍德鎮區 (新澤西州)
伊格爾斯伍德鎮區（英語：Eagleswood Township）是位於美國新澤西州海洋縣的一個鎮區。

## 地方資料
伊格爾斯伍德鎮區的面積為49.11平方千米，當中陸地面積為41.71平方千米，而水域面積為7.40平方千米。根據2020年美國人口普查的數據，當地共有人口1722人，而人口密度為每平方千米35.06人。